# Papirusul lui Ani

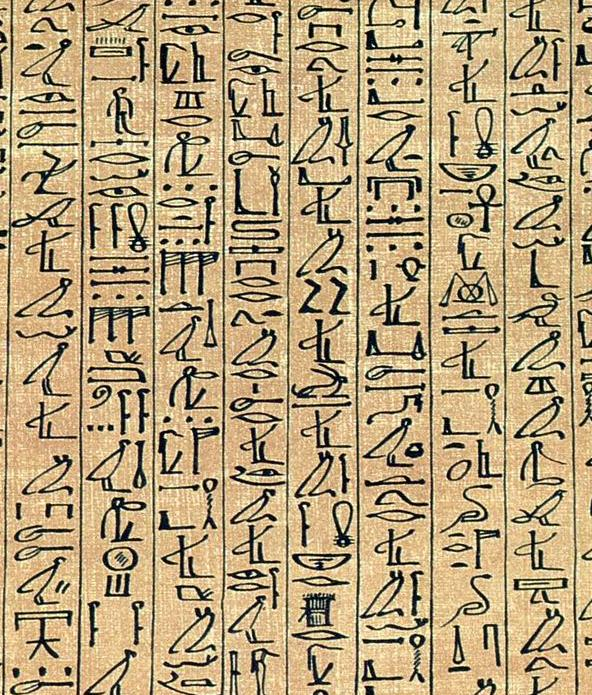
Papirusul lui Ani

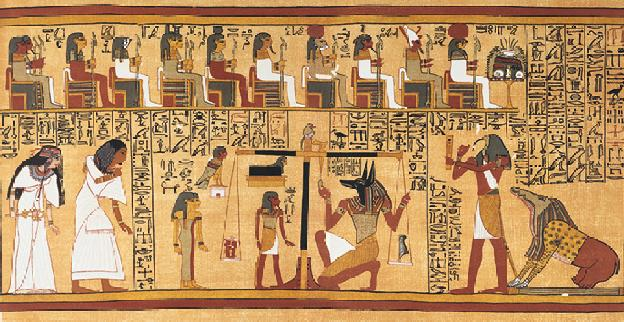
Cântărire a inimii, scena de pe Papirusul lui Ani, cca. 1200 î.Hr.

Papirusul lui Ani este un manuscris tip papirus, scris cu hieroglife cursive și ilustrat cu miniaturi în culori. Papirusul este creat în timpul dinastiei a 19-a a Noului Regat al Egiptului antic în anii 1240 î.Hr.. Papirusul lui Ani este text funerar.
Papirusul lui Ani este o carte a morții egipteană și, la fel ca celelalte versiuni, conține o descriere a concepției despre viața de apoi, precum și o colecție de laude, ode, imnuri, invocații și instrucțiuni folositoare celui decedat ca să treacă prin diferitele obstacole spre lumea cealaltă.

## Istoria
Papirusul lui Ani a fost achiziționat în 1888 de Sir E. A. Wallis Budge pentru colecția British Museum unde se află și azi. Înainte de transportul maritim spre Anglia, Budge a tăiat manuscrisul de 23,78 m (78 picioare) în dimensiuni aproape egale, provocînd vătămarea integrității lui pentru că în acel moment nu exista tehnologia ce permitea ca piesele să fi puse din nou împreună.
Folosind textele papirusurilor din British Museum E. A. Wallis Budge a publicat în 1890 o ediție ce includea și Papirusul lui Ani, care nu apare la Edouard Naville, în ediția sa din 1886.

## Conținut

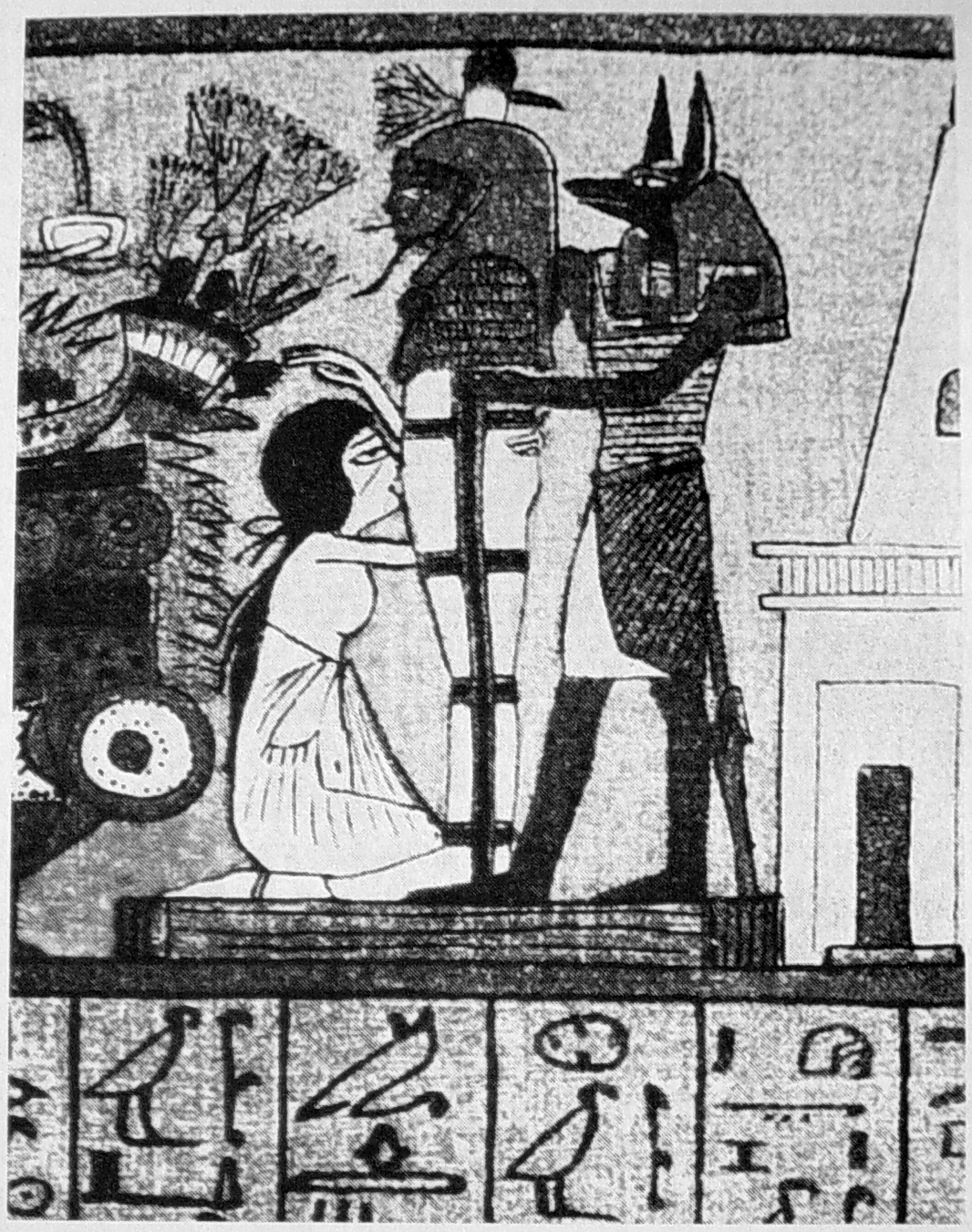
Capitolul 23 al Cărţii Morţilor(fragment)

Această ediție este structurată astfel:
| Diviziuni | Secțiuni | Titlu                                                  |
| --------- | -------- | ------------------------------------------------------ |
| 01        | 16       | Imnuri                                                 |
| 02        | 36       | Laude lui Khert-Neter                                  |
| 03        | 08       | Șapte invocații                                        |
| 04        | 10       | Bazele casei lui Osiris                                |
| 05        | 05       | Discursuri                                             |
| 06        | 22       | Omagiu lui Thoths                                      |
| 07        | 32       | Capitolul 1                                            |
| 08        | 20       | Omagii                                                 |
| 09        | 19       | Diferite (imnuri, invocații, omagii, capitol, rubrică) |
| 10        | 18       | Capitolul 2                                            |
| 11        | 20       | Texte din Camera de înmormântare                       |

Notă - Diviziunile variază în funcție de compilații. Secțiunile sunt grupuri de propoziții conexe. Titlurile nu provin din textul original.